# Torre Bela (filme)
Torrebela (ou A Terra –Torre Bela), 1977, é um filme português realizado pelo alemão Thomas Harlan, um documentário de longa-metragem feito em co-produção entre Portugal, Itália e RFA. Caracteriza-se por assimilar géneros “contraditórios” na época: filme histórico, assume-se como cinema militante e, ao mesmo tempo, como exercício de antropologia visual.
Torre Bela e Mortu Nega (1987), de Flora Gomes são dois dos filmes da família do cinema militante português que se deixam contaminar pela óptica da antropologia visual, coisa mais aberta e mais delicada.
Estreia no cinema King, em Lisboa, a 2 de Agosto de 2007, na sua versão final.

## Ficha sumária
- Argumento – Thomas Harlan
- Realização – Thomas Harlan
- Produção – Cooperativa Era Nova (Portugal), Societá Cinematográfica Italiana / SCI (Itália), Albatros (RFA)
- Exteriores – Manique do Intendente
- Data de rodagem – entre 1975 e 1977
- Género – documentário histórico (cinema militante)
- Formato – 16 mm cor e p/b
- Duração – 240‘ (versão 1), 140' (versão 2) 82’ (versão 3), 105’ (versão 4)
- Distribuição – Era Nova (primeiras versões) e Atalanta Filmes (versão final, 2007)
- Estreia – cinema King, em Lisboa, a 2 de Agosto de 2007 (versão final).

## Sinopse
Torre Bela, velha propriedade do Duque de Lafões, uma herdade do Ribatejo com dois mil hectares, a maior herdade murada de Portugal, é ocupada por trabalhadores agrícolas sem trabalho nem terra, que, num dos momentos quentes do PREC, decidem organizar-se em cooperativa. Com o apoio de revolucionários idealistas, de um líder carismático e de «soldados do povo», querem fazer ouvir a sua voz e as suas razões. Todos vêem nessa apropriação um legitimo modo de reabilitação social, que inclui a recuperação de trabalhadores alcoolizados. Agem de boa-fé e sentem estar a contribuir com a sua experiência para o processo revolucionário em curso.
Em causa estão terras incultas desde 1961, que os ocupantes, residentes das povoações de Manique do Intendente, de Maçussa (Azambuja) e da Lapa (Cartaxo), pretendem explorar para produzir géneros de primeira necessidade. O processo é seguido passo a passo num filme que passo a passo se inventa, procurando decifrar o significado profundo de um gesto que excede o social, e que outros personagens descobre, além daqueles que à partida tem em foco: «a base». os generosos soldados da «Polícia Militar, no âmbito das conquistas salvaguardadas pelo Movimento das Forças Armadas (MFA)» (Cit.: José de Matos-Cruz em O Cais do Olhar, ed. da Cinemateca Portuguesa, 1999).

## Enquadramento histórico

### Comofilme militante
Entre outros militantes do cinema e muitos repórteres de televisão, encontra-se em Portugal em 1975 Thomas Harlan. Realiza, apoiado pela Agência Francesa de Imagens (a primeira agência francesa independente de fotografia), um filme sobre o papel do exército português na Revolução dos Cravos. Decide fazê-lo no prosseguimento de um projecto que inclui trabalho feito antes visando o papel do exército chileno de Pinochet (Thomas Harlan ver biografia).
Durante as filmagens feitas numa das assembleias do regimento de artilharia RAL I, em Sacavém, num momento crítico do PREC, um soldado faz um relatório sobre o movimento camponês e revela a ocupação iminente das propriedades da família real de Bragança, do Duque de Lafões. A equipa opta por se dirigir ao local e aí fica filmando durante oito meses. Para cobrir financeiramente o imprevisto recorre-se a uma cooperativa e algum dinheiro é conseguido de benfeitores, amigos ou crentes. Uma contribuição decisiva é obtida do industrial alemão Jörg Henle, presidente da sociedade Klöckner-Werke.
Thomas Harlan filma em puro cinema directo. Mas vê-se forçado a intervir ao confrontar-se com imprevistos personagens que não são exército: os agentes da ocupação, os verdadeiros heróis do filme. As coisas complicam-se e outras personagens entram em cena. Trata-se de uma “ocupação selvagem” feita contra a Lei da Reforma Agrária, e vê-se quem a invoca. O rosto do exército muda. O heróico soldado do povo deixa de o ser e outros militares surgem, novas e austeras figuras.
Na confusão reinante, devido a repetidas afirmações do director português de produção do filme, Thomas Harlan é suspeito de espionagem e apontado como agente da CIA. Têm-no por inocente todos com quem trabalha e por inocente o tem a história.
Torre Bela é história e leitura da história num ângulo em que ela é dada a ver pelos seus próprios agentes, os ocupantes da herdade, que não suspeitam do profundo significado dos seus actos. «Assim sendo, em Torre Bela víamos coisas que jamais tínhamos visto, ou sonhado ver. E sem dúvida que os habitantes de Torre Bela poderiam dizer o mesmo : faziam coisas que, sem dúvida, nunca tinham pensado fazer anteriormente. Estavam presos numa engrenagem, num ciclo do qual não conseguiam fugir. Era preciso que quer nós quer eles inventássemos o dia-a-dia. Neste contexto, «a câmara acabou por ser respeitada como um instrumento de trabalho sempre presente»: um caso especial de «antropologia partilhada», expressão inventada por Jean Rouch para definir o caso em que observador e observado se olham através do mesmo espelho.

### Comoantropologia visual
Assume-se Torre Bela como exercício de pura antropologia visual visto ser difusa a matéria etnográfica que foca: mais que o grupo está em cena o Homem. Ao longo de anos, a obra evolui de montagem em montagem, de versão em versão. Perfilam-se, entretanto, pouco a pouco, sobressaindo da narrativa, melhorando em definição, várias personagens:
- Camilo Mortágua: o revolucionário anti-fascista da LUAR (movimento de esquerda não leninista). Assalta bancos para financiar a luta contra a ditadura. Continuando a militar, já noutra época em que a liberdade se respira, tudo faz para dar vida à Torre Bela e nela poder viver.

- Wilson Felipe, o líder popular da ocupação: «pulseira de ouro, dois aneís de ouro, sapato bicudo». Preso por ter assaltado o banco Pinto Magalhães, na Avenida de Roma, Lisboa, em 1971, é liberto com a Revolução dos Cravos. Personagem contraditória. Encerrada a cooperativa, torna-se vendedor de camiões.

- Maria Vitória, «a mulher das azeitonas», que tinha as mãos em sangue por as apanhar no meio dos cardos e das silvas, dos restos que os senhores da terra deixavam. Corta com a família e com o marido, «que eram contra o que ela fazia». Entrega-se à cooperativa de corpo e alma.

- D. Miguel de Bragança, o legítimo proprietário. Descreve-o assim o aventureiro Wilson: «Um homem sério, honesto naquilo que dizia, mas muito severo, ácido. Era ele, ele, e mais ninguém. Mas via-se que amava a Torre Bela. Não quis aceitar, então partimos para a ocupação».

- Luís Banasol, personificação popular dos militares revolucionários, «então capitão, tão convicto que no 25 de Novembro gritou "Viva a Revolução"!». Encerrada a cooperativa por ordem do Governo em 1977, passa a viver na Ericeira.

Personagens complexas que se espelham em retratos humanos, densos e genuínos, agindo num contexto histórico, político e social inédito: um verdadeiro laboratório. Consciente disso, Harlan faz como Robert Flaherty e Jean Rouch faziam: projecta os “rushes”, o filme em bruto, diante dos seus protagonistas, confrontando-os com a sua própria imagem, despertando neles a consciência, até para melhor os perceber. São personagens que se tornam intérpretes de si próprios, que se confrontam com o desconhecido, que lutam pela utopia: o direito à terra e às coisas mais elementares da vida. Como lá chegar? Thomas Harlan segue-os, servindo-se da câmara e do carro: da máquina para os filmar e do carro para vir a Lisboa interceder junto dos poderes para que justiça lhes seja feita.
Desfeita a pretensão de filmar realidades como esta em «candid camera», desfeita a cooperativa, feitas e desfeitas várias montagens do filme, seria necessário um recuo de cerca de trinta anos para que Torre Bela tivesse versão definitiva (2007): versão em que se vê melhor a trágica e tocante vivência de gente do povo que se põe a inventar o futuro, contracenando com actores de primeiro plano, com importantes papéis na fita. A isso, o filme nada acrescenta. Deixa tudo na mesma, mas faz-nos pensar numa coisa: como foi possível passar-se o que se passou? O que é que aconteceu para se chegar a nada? Por que se esgota assim a esperança?
Questões lineares a que por certo as ciências do Homem saberão dar resposta.

## Ficha técnica
- Argumento – Thomas Harlan
- Realização – Thomas Harlan

- Pesquisa :

João de Azevedo
François Demptos
Maria João Feliciano
- Produção – Cooperativa Era Nova (Portugal), Societá Cinematográfica Italiana / SCI (Itália), Albatros (RFA)
- Produção executiva – Alexandre Duly. Luísa Orioli e Peter Willats (versão final)
- Produtor delegado – João Menezes Ferreira
- Directores de produção – Anna Devoto, Peter Willats e José Pedro Andrade dos Santos

- Exteriores – Manique do Intendente
- Data de rodagem – entre 1975 e 1977

- Assistente de realização – Luc Mohler
- Fotografia – Russel Parker
- Assistentes de imagem – José Reynès e Gernot Kǒhler
- Director de som – Norbert Chayer
- Sonoplastia e misturas – Federico Savina e Fausto Ancilai (Roma)

- Montagem :

versão portuguesa
- Montador – Noémia Delgado

colaborações – Cláudio Cutri, Russel Park, e Giogio Vicenzo
- Assistentes de montagem – Antonella Bussoletti, Giorgio di Vicenzo e Tiziana Taggiani

- Montagem sonora – Sandro Peticca e Michael Billingslay

colaboração de – João de Azevedo e Maria João Feliciano e Mario Marzot
versão final
- Montador – Roberto Perpignani

colaborações – Cláudio Cutry, Russel Parker e Giorgio di Vicenzo
montagem sonora – Sandro Peticca e Michael Billingslay
colaboração – Antonella Bussoletti
- Laboratórios de imagem – LTC (Paris) e Luciano Vittori (Roma)
- Laboratórios de som – International Reccording (Roma)

- Género – documentário histórico (cinema militante)
- Formato – 16 mm cor e p/b
- Duração – 240‘ (versão 1), 140’ (versão 2), 82’ (versão 3), 105’ (versão 4)

- Distribuição – Era Nova (primeiras versões) e Atalanta Filmes (versão final, 2007)
- Estreia – cinema King, em Lisboa, a 2 de Agosto de 2007 (versão final).

## Artigos relacionados
- Novo Cinema
- Cinema militante

- As Armas e o Povo
- Cravos de Abril
- Cooperativa Agrícola da Torre-Bela
- Pela razão que têm

- Documentários resgatam o impacto do movimento revolucionário português no jornal Bahia em Foco

## Festivais
- 1977 - Torre Bela no Festival de Cannes

- 1977 - Torre Bela no Festival de Pesaro (notícia do jornal El País)

- 1977 – VI Festival do Documentário de Lille (Grande Prémio) – versão 2 do filme